# 普尔西于格-布库
普尔西于格-布库（法語：Poursiugues-Boucoue，法語發音：[puʁsjyɡ buku]）是法国大西洋比利牛斯省的一个市镇，位于该省东北部，属于波城区。该市镇于1841年由原市镇普尔西于格（Poursiugues）和布库（Boucoue）合并而成。

## 地理
普尔西于格-布库（43°32'59"N, 0°22'42"W）面积9.02 平方千米，位于法国新阿基坦大区大西洋比利牛斯省，该省份为法国东南部省份，涵盖了贝阿恩与北巴斯克，西临大西洋比斯開灣，北至朗德省，东北接热尔省，东临上比利牛斯省，南与西班牙接壤。
与普尔西于格-布库接壤的市镇（或旧市镇、城区）包括：洛雷、潘博、阿尔扎克-阿拉济盖、布埃伊-布埃约-拉斯克、库布吕克、维涅。

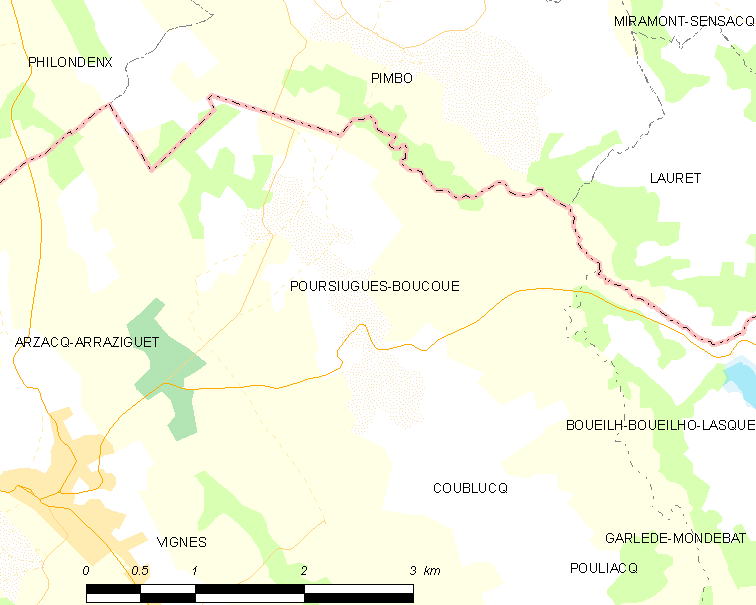
普尔西于格-布库的OSM定位图

普尔西于格-布库的时区为UTC+01:00、UTC+02:00（夏令时）。

## 行政
普尔西于格-布库的邮政编码为64410，INSEE市镇编码为64457。

## 政治
普尔西于格-布库所属的省级选区为阿尔蒂克斯和苏贝斯特尔地区县。

## 人口

1962-2008年间普尔西于格-布库人口变化图示

普尔西于格-布库于2022年1月1日时的人口数量为184人。